# Лоренсо, Викториано
Викториано Лоренсо (исп. Victoriano Lorenzo, 1870?, Пенономе, Кокле — 15 мая 1903, Панама, Колумбия) — национальный герой Панамы индейского происхождения, участник борьбы за независимость страны и генерал партизанской армии в ходе «Тысячедневной войны».
Выходец из индейцев-крестьян, научившийся читать и писать в тюрьме, Лоренсо, благодаря своей отваге и решимости, быстро стал предводителем партизанского движения безземельных крестьян чоло. Его борьба рассматривается не только как часть борьбы либералов за независимость страны, но и как классовая борьба против превосходства белого населения над индейским.
Лоренсо был предан и казнён за шесть месяцев до провозглашения независимости Панамы.
24 июля 1903 года журналист Хосе Сакровир Мендоса посвятил 85-й выпуск либерального еженедельника «El Lápiz», издаваемого в Панама-Сити, расстрелу Лоренцо. Когда генерал Хосе Васкес Кобо, комендант города, узнал об этой публикации, он приказал опечатать типографию. Мендоса был жестоко избит.
30 января 1966 года Национальная ассамблея Панамы признала незаконными суд и казнь Викториано Лоренсо.
Его именем была названа бригада панамских добровольцев, участвовавшая в Сандинистской революции под командованием Уго Спадафоры.